# Ирадьер, Себастьян
Себастьян де Ирадьер Салаверри (исп. Sebastián de Iradier Salaverri, родился в Лансьего, провинция Алава 20 января 1809, умер в городе Витория 6 декабря 1865) — испанский композитор.

## Биография

### Ранние годы
Учился играть на фортепиано и органе в Витории, в возрасте девяти лет начал петь в хоре местной церкви Святой Марии (исп. Colegiata de Santa María de Vitoria). В шестнадцать лет, в период с апреля 1825 по июнь 1827, служил органистом в церкви Святого Михаила Архангела (исп. San Miguel Arcángel de Vitoria), а с 5 июня 1827 в церкви Сан-Хуан (исп. San Juan Bautista de Salvatierra) в Сальватерре. В 1833 году переехал в Мадрид.

### Зрелые годы
С 1839 по 1850 год преподавал сольфеджио в Мадридской Королевской консерватории, а также давал частные уроки пения.

### Личная жизнь
В 1829 году он женился на Брихиде Итурбуру (исп. Brígida de Iturburu), в браке родился сын Пабло. В конце 40-х годов заключил повторный брак в Мадриде, в котором у него родилась дочь.

## Творчество
Ирадьер известен в первую очередь своими хабанерами. Очень популярна хабанера «La Paloma» («Голубка»), которую он написал после путешествия на Кубу. «La Paloma» представлена во всех жанрах музыки — опера, поп, джаз, рок, фолк, самба; звучит в исполнении военных оркестров, например, Республиканской гвардии Франции или полиции Мехико; текст песни переведен на многие языки мира.
Другое его произведение — El arreglito — было использовано Жоржем Бизе в опере Кармен в качестве выходной арии L’amour est un oiseau rebelle героини.